# 藍普森
第一代基良勒恩男爵藍普森（英語：Miles Wedderburn Lampson, 1st Baron Killearn，又作藍浦生
，1880年8月24日—1964年9月18日），英國外交官。

## 外交官生涯
- 進入英國外交部（1903年）
- 於嘉德日本訪問團中擔任首席秘書（1906）
- 於嘉德日本訪問團中擔任第二秘書（1908及1910年）
- 於保加利亞的索非亞擔任第二秘書（1911年）
- 於北京擔任第一秘書（1916年）
- 於西伯利亞擔任英國高級專員（1920年）
- 於中國出任公使（1926-1933年）
- 分別於埃及和蘇丹擔任英國的高級專員（1934年）
- 代表英國與埃及政府簽訂“盎格魯 - 埃及條約”，於埃及擔任英國大使及繼續擔任蘇丹高級專員（1936-1946年）
- 於東南亞擔任英國的特別專員（1946-1948年）

## 對華相關工作
- 1922年2月4日，英、美分別派出藍浦生和馬慕瑞以觀察員的身分，見證中、日政府簽訂《解決山東懸案條約及其附約》（又名《二十一條要求》）。[1]”
- 1930年，中英雙方就《交收威海衛專約》重啟談判，最終雙方商訂新約，包括專約與協定，屬於主權地產應收歸中國且有永久性質的條款入專約，借給英國享有且有時限的條款列入協定，同年8月，藍浦生爵士與中華民國的時任外交部部長王正廷在南京簽訂[2]。